# 100 Miles from Memphis
100 Miles from Memphis — восьмой студийный альбом американской певицы и автора-исполнителя Шерил Кроу, вышедший 20 июля 2010 года на лейбле A&M Records (её последний релиз на этом лейбле). Альбом был написан и спродюсирован Кроу, Дойлом Брэмхоллом II и Джастином Стэнли, а также музыкантами Томми Симсом и Крисом Брюсом. На этом альбоме она оставила в стороне своё кантри и поп-рок прошлое в пользу винтажного R&B и мемфисского соула. Хотя Кроу хорошо владеет такими инструментами, как бас, фортепиано и гитара, на протяжении всего альбома она сосредоточена на пении. В альбом вошли каверы: Citizen Cope «Sideways», хит Теренса Трента Д’Арби 1988 года «Sign Your Name» и «I Want You Back».группы The Jackson 5. Это первый альбом Кроу, который не был номинирован ни на одну премию «Грэмми» (за исключением рождественских и лучших хитов).

## Отзывы
| Совокупная оценка         | Совокупная оценка |
| Источник                  | Оценка            |
| ------------------------- | ----------------- |
| Metacritic                | 66/100            |
| Оценки критиков           |                   |
| Источник                  | Оценка            |
| About.com                 | [ 5 ]             |
| Allmusic                  | [ 6 ]             |
| Austin American-Statesman | C+                |
| Billboard                 | favorable         |
| Entertainment Weekly      | B                 |
| Los Angeles Times         | [ 10 ]            |
| Mojo                      | [ 11 ]            |
| Rolling Stone             | [ 12 ]            |
| Slant Magazine            | [ 13 ]            |
| USA Today                 | [ 14 ]            |

100 Miles from Memphis получил в основном положительные отзывы от музыкальных критиков. На сайте Metacritic, который присваивает нормализованный рейтинг из 100 баллов рецензиям основных критиков, альбом получил средневзвешенное арифметическое значение 66 баллов из 100, что означает «в целом благоприятные отзывы» на основе 14 рецензий.
Knoxville.com называет альбом «звуковым впечатлением» и «самым амбициозным релизом Кроу на данный момент», но не впечатляется её голосом, отмечая отрыв от звука; они дали альбому 3,5 звезды из 5.
BBC также дали положительную рецензию на 100 Miles, назвав его «смесью белого соула, рока и регги» и похвалив сотрудничество Кроу и продюсера Дойла Брэмхолла II. Альбом считается ностальгическим шагом Кроу по тем временам, когда соул нёс бодрящий посыл. Волнение Кроу заметно на протяжении всего альбома.

## Коммерческий успех
В США альбом 100 Miles From Memphis дебютировал на 3-м месте в хит-параде Billboard 200 с тиражом 55 000 копий. Он стал 8-м диском Кроу в Топ-10.

## Список композиций
Слова и музыка всех песен — Шерил Кроу, Doyle Bramhall II и Justin Stanley, кроме указанных.
| №   | Название | Длительность |
| --- | --- | ------------ |
| 1.  | «Our Love Is Fading» | 6:23         |
| 2.  | «Eye to Eye» (при участии Keith Richards) | 5:35         |
| 3.  | «Sign Your Name» (при участии Justin Timberlake; автор Terence Trent D'Arby)                                                                              | 5:38         |
| 4.  | «Summer Day» | 4:29         |
| 5.  | «Long Road Home» | 4:14         |
| 6.  | «Say What You Want» | 4:50         |
| 7.  | «Peaceful Feeling» | 4:03         |
| 8.  | «Stop» (written by Sheryl Crow) | 4:40         |
| 9.  | «Sideways» (при участии Citizen Cope; автор Clarence Greenwood)                                                                                           | 5:11         |
| 10. | «100 Miles from Memphis» | 5:01         |
| 11. | «Roses and Moonlight» | 6:30         |
| 12. | «I Want You Back» (бонусный трек – For Michael With Love) (при участии Gary Clark Jr; авторы Berry Gordy, Freddie Perren, Alphonzo Mizell, Deke Richards) | 3:05         |

## Чарты
| Чарт (2010)                   | Высшая позиция |
| ----------------------------- | -------------- |
| Australian Albums Chart       | 95             |
| Danish Albums Chart           | 39             |
| UK Albums Chart               | 34             |
| Scottish Albums Chart         | 37             |
| Irish Albums Chart            | 34             |
| Dutch Albums Chart            | 44             |
| Spanish Albums Chart          | 77             |
| Swiss Albums Chart            | 17             |
| Norwegian Top 40 Albums Chart | 19             |
| Canadian Albums Chart         | 2              |
| Billboard 200                 | 3              |
| Billboard Rock Albums Chart   | 1              |